# كعكة الزعفران
كعكة الزعفران (بالإنجليزية: Saffron bun)، هي كعكة حلوة من منطقة كورنوال في المملكة المتحدة ترافق الشاي، وهي دسمة ومعاملة بالخميرة، ومنكهة بالزعفران والقرفة وجوز الطيب، وتحتوى على فواكه المجففة مثل الزبيب والكشمش. مكوناتها الرئيسية هي الدقيق العادي والزبدة والخميرة والسكّر الناعم والكشمش والزبيب. كما توجد منها أشكال أكبر حجمًا تخبز في قالب رغيف.
تتشابه الكعكة في بعض النواحي مع كل من كعكة لوسيا السويدية (بالسويدية: lussebulle) ولوسِكات النرويجية (بالنرويجية: lussekat)‏.

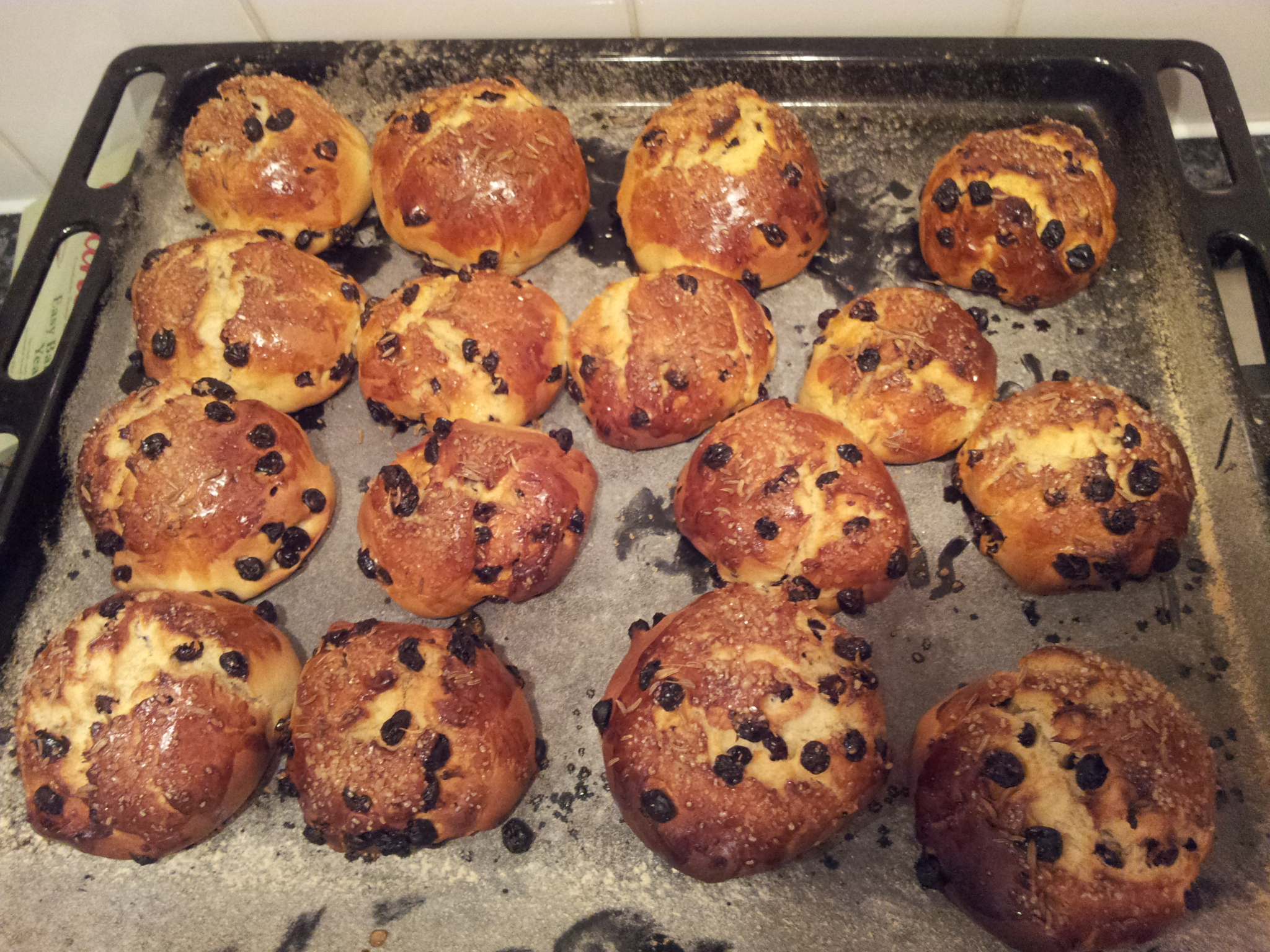
كعكات زعفران كورنية مخبوزة منزليا

تخبز كعكة الزعفران الكورنية في المناسبات الخاصة مثل أعياد الذكرى (الاحتفالات)، وأيضا لتكريس الكنيسة. كان الزعفران يُزرع في الماضي في مناخ ديفون وكورنوال المعتدل، ولكن من المحتمل أنه كان يستورد من من إسبانيا قبل ذلك بعدة قرون. تعرف كعكات الزعفران الكبيرة في غرب كورنوال أيضا باسم «كعكات الشاي»، وترتبط بالنزهات أو أنشطة مدارس الأحد التي تقيمها الكنيسة الميثودية. في بعض أنحاء بريطانيا. كانت الكعكة، كانت الكعك تُخبز تقليديًا على أوراق القيبب وتُرش بمسحوق السكر.[بحاجة لمصدر]

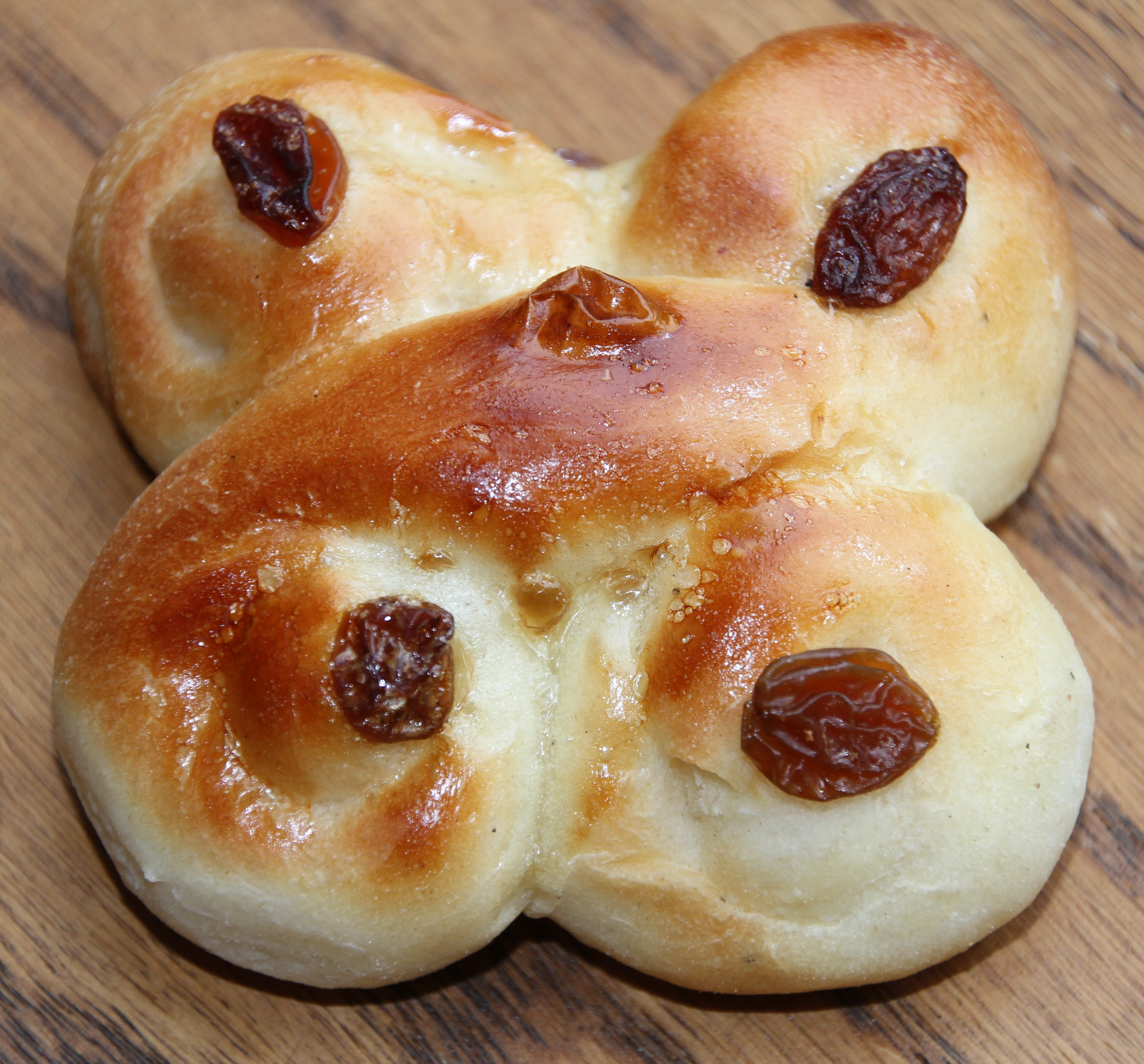
كعكة لوسيا السويدية

لا تضاف القرفة أو جوزة الطيب إلى الكعكة في السويد والنرويج، ويستخدم الزبيب بدلاً من الكشمش، وتخبز في عدة أشكال التقليدية أبسطها هو شكل حرف S، وتتناول في مناسبات تقليدية مثل فترة «مجيء المسيح» قبيل عيد الميلاد، وخاصة في يوم القديسة لوسيا في 13 ديسمبر. كذلك تحضر وتتناول بنفس الطريقة في فنلندا، وخاصة في مناطق الفنلنديين الناطقين بالسويدية، وكذلك في النرويج،  وإلى حد أقل في الدنمارك.
تحتوي معظم كعكات الزعفران التجارية اليوم على أصباغ غذائية تعزز لون الزعفران الأصفر، حيث تحول أسعار الزعفران المرتفعة (أغلى أنواع التوابل في العالم من حيث الوزن ) دون استخدام كمية تكفي لإنتاج لون أصفر غني. وقد شاع استخدام إضافة صباغ الطعام كعك الزعفران الكورني في الفترة بعد نهاية نهاية الحرب العالمية الأولى، حيث دفعت ندرة الزعفران الخبازين إلى إيجاد طرق أخرى لتلوين منتجاتهم. 

## روابط خارجية
- وصفة خبز الكورنيش بالزعفران
- Gretchencooks.com
- Globalgourmet.com

## كتب
- ديفيدسون، آلان. دليل أكسفورد للغذاء (1999)، «الكعكة». ص. 114،(ردمك 0-19-211579-0)